# Flexió
|  | Per a altres significats, vegeu «Flexió (desambiguació)». |

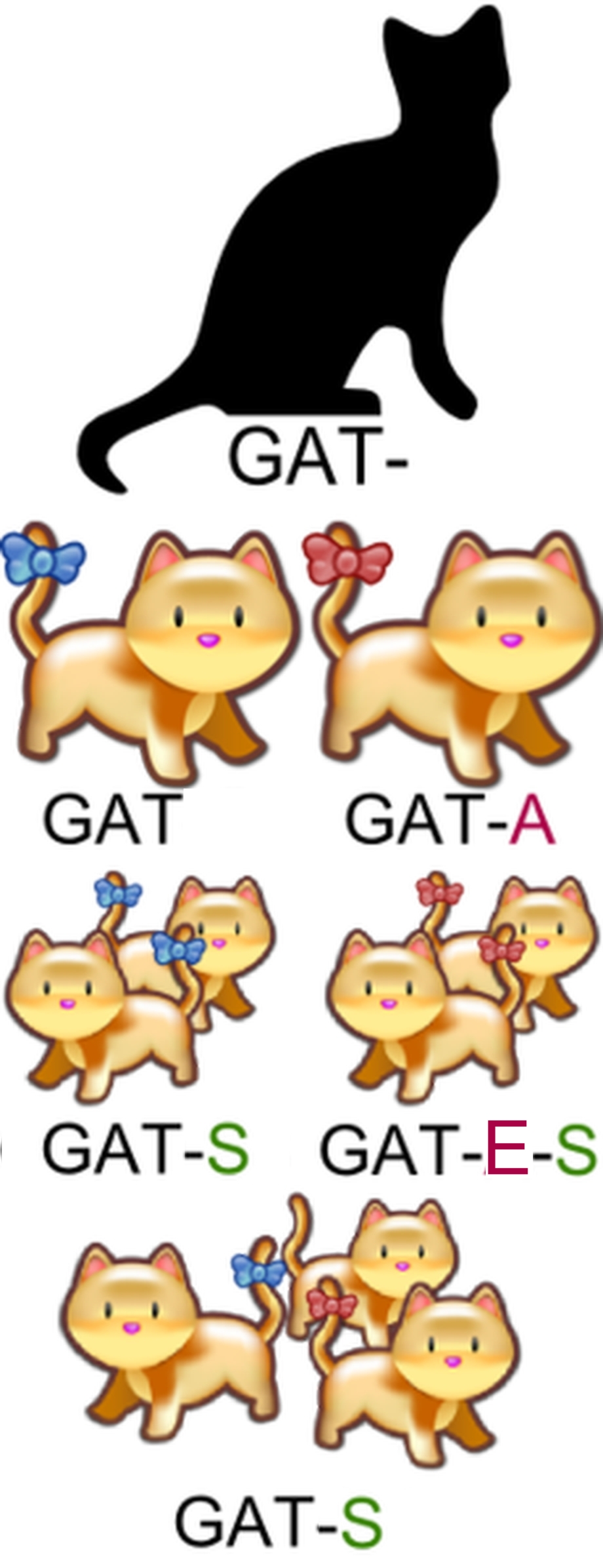
Exemples il·lustrats de la flexió substantiva.
Nota:

La flexió és el procediment morfològic d'algunes llengües per formar noves paraules a partir d'un lexema al qual s'afegeixen morfemes flexius. Es diferencia de la derivació pel fet que aquests morfemes aporten informació merament gramatical i no canvien el significat del mot original ni la categoria gramatical. El conjunt de formes flexionades constitueix un paradigma.
La flexió contribueix a l'economia del llenguatge, ja que parteix d'un nombre d'elements gramaticals fixos (els morfemes flexius) que aporten la informació necessària per a la concordança dins l'oració, sense necessitat de memoritzar noves paraules per a cada context, com passa en els mots irregulars (cal saber que «dona» és el femení d'«home», per exemple, però en la majoria de casos serà suficient saber que les paraules femenines solen acabar en -a i així no cal aprendre «nena» de manera separada a «nen»).
La  flexió  es pot definir també com l'alteració que experimenten les paraules mitjançant morfemes constituents segons el significat gramatical o categòric per expressar les seves diferents funcions dins de l'oració i les seves relacions de dependència o de concordança amb altres paraules o elements oracionals.

## Flexió i derivació
La flexió es distingeix de la derivació perquè en aquest últim cas els morfemes derivatius no afegeixen un valor simplement gramatical, sinó que són afixos sobre sufixos derivatius, comportant canvis semàntics referencials i no purament gramaticals. La diferència semàntic-gramatical entre flexió i derivació comporta una restricció gairebé universal en l'ordre dels morfemes flexius i derivatius: els afixos derivatius estan més a prop de l'arrel que els morfemes flexius quan ambdós estan presents.

## Classificació
En gramàtica tradicional, la flexió sol rebre noms diferents segons s'apliqui a diferents classes de paraules:
- La flexió verbal  se sol denominar conjugació gramatical.
- La flexió nominal  se sol denominar declinació, i en les llengües indoeuropees s'aplica normalment a substantius, pronoms i adjectius.

Quan els morfemes s'afegeixen directament a l'arrel es produeix la  flexió radical  i quan s'afegeixen al tema es produeix la  flexió temàtica .

### Flexió nominal
En les llengües flexionals, el nom es compon d'un lexema o arrel i possiblement d'altres morfemes constituents o gramaticals de gènere, nombre o cas gramatical. Així un nom té una forma o una altra en termes del seu gènere, nombre i de vegades cas. En el conjunt de formes d'una arrel entre les quals no hi ha diferències semàntiques sinó només gramaticals, totes aquestes variants formen l'anomenada declinació.
D'altra banda, els noms també poden rebre morfemes derivatius o morfemes lliures o clítics com l'article, sense significat lèxic. Aquests altres morfemes no es consideren part de la flexió.
En els exemples de la dreta es pot veure com el lexema "gat-" (en llatí cattus) adquireix significats més específics amb els morfemes flexius...: -Ø  (masculí: l'absència de morfema és significativa),   -a    (femení singular),   -e -s    (femení plural),   -s    (plurals).

### Flexió verbal
El verb es compon d'un lexema i de morfemes constituents o gramaticals denominats desinència que indiquen temps, mode, aspecte, veu, nombre i persona. Aquestes variacions formen l'anomenada conjugació gramatical. També pot rebre morfemes derivatius o afixos.

## Flexió en català
En català, admeten flexió els determinants, els noms, els adjectius, els pronoms i els verbs (en aquest darrer cas s'anomena conjugació gramatical). En els tres primers casos pot existir flexió de gènere i nombre, mentre que els pronoms també admeten flexió de persona i els de tercera persona també de règim (per exemple, el/la vs. li), un romanent de l'antiga declinació llatina.

## Paraules invariables
El terme «paraula invariable» es refereix a qualsevol cadena de morfemes que no admet flexió dels tipus anteriors i, per tant, no presenta variació per motiu de la flexió, retenint una forma invariable. En català, que és una llengua flexiva, són «paraules invariables» només les preposicions, les interjeccions i algunes altres categories. D'altra banda en canvi, en el xinès que és una llengua aïllant la classe de les paraules invariables és molt més àmplia.